# Flers (Orne)
Flers er en kommune i den nordvestlige del af Orne departmentet i det nordvestlige Frankrig. Indbyggerne kaldes "Flériens".

## Geografi
Nord for Flers ligger kommunerne Saint-Georges-des-Groseillers og Aubusson. Mod nordøst ligger Ronfeugerai, mod vest ligger La Lande-Patry og Saint-Paul, mod sydvest ligger La Chapelle-Biche, La Chapelle-au-Moine og Messei og mod sydøst ligger La Selle-la-Forge.
Kommunen gennemløbes af floden Vère som udmunder i floden Noireau i Pont-Erembourg (i Saint-Denis-de-Méré kommunen).

### Klima
Flers tilhøren regionen som strækker sig fra Bocagen til Écouves skoven, den mest nedbørsrige del af Orne departementet, der har forholdsvis milde temperaturer på grund af den korte afstand til Den engelske kanal og virkningen af havet. Det har glæde af et kystklima med milde vintre og tempererede somre..

## Historie
Den første omtale af Flers optræder i slutningen af det 12. århundrede som Flers (1164-1179) eller Flex (1188-1221). Nogle forfattere mener, at byens navn er afledt fra det germanske stednavn Hlaeri, i betydningen fælled mens andre mener at det stammer fra de tyske Fliessen, fra det hollandske vliet eller det latinske fluere latin Fluere, antyder et vandløb, sø eller marsk. En anden mulighed er det latinske flexus, der betyder et sving på en vej eller en flod. Endelig er der det bretonske ord fler eller flear der betyder dårlig lugt, en indikation af stillestående vand.
Alle etymologier lader imidlertid til at være enige om at byen er opkaldt efter sin topografi og vandet i nærheden af den.

### Middelalderen
Fra det 10. århundrede og frem var de Flers familien ledere af et baroni. Ifølge overleveringen var de to brødre Foulques d'Aunou and Guillaume de Gasprée gift med to søstre, som var baronesser af Flers i det 11. århundrede . Foulques d'Aunou modtog Flers som sin bryllupsgave..
Bygningen af borgen i Flers begyndte i det 12. århundrede som en befæstet stilling af træ og sten omgivet af vand. Kilderne fra Hundredårskrigen omtaler ikke noget befæstet sted i Flers, så det var ikke af større strategisk interesse på daværende tidspunkt.
Det nuværende slot i Flers stammer fra det 16. og 18. århundrede.
I 1790 under den Franske revolution blev Flers en kanton i distriktet Domfront, i Orne départementet.. Hertuginden af Flers, Jacqueline Le Goué de Richemont, som var gift med Pierre-François de Paule de La Motte-Ango, støttede de kontrarevolutionære. Slottet i Flers blev hovedkvarter for hertug Louis de Frotté, en af lederne af den normanniske Chouannerie.
I 1901 købte borgmesteren i Flers slottet, og det har siden været i kommunalt eje.

## Transport
Flers has a train station on the line Paris – Granville. It has a local bus system for Flers and the surrounding communities, and departmental lines connecting it with other major towns in Orne and Calvados. Flers also has a small airstrip

## Monumenter og seværdigheder
Slottet stammer fra det 16. og 18. århundrede. Det rummer et museum med ældre og 19. århundredes billeder og skulpturer, brugskunst (møbler og dekoration) og lokalhistorie.
Andre seværdigheder er den neogotiske Saint-Germain kirke fra begyndelsen af det 20. århundrede og den neoromanske Saint-Jean kirke fra det 19. århundrede samt det overdækkede marked fra 1883.
- Slottet i Flers
- Slottet i Flers
- Slottet i Flers
- Saint-Germain kirken

## Personligheder
- Paulette Duhalde (1921-1945), heltinde fra modstandsbevægelsen, som døde da hun blev deporteret til Ravensbrück

### Født i Flers
- Jean-Pierre Brard, politiker
- Tony Chapron, international fodbolddommer
- Gérard Larcher, sekretær
- Patrice Lecornu, professionel fodboldspiller
- Alain Lemercier, kapgænger
- Guy Mollet, politiker
- François Morel, komiker, forfatter og sanger

## Venskabsbyer
- Warminster, Storbritannien, siden 1973
- Poundou, Burkina Faso, siden 1977
- Wunstorf, Tyskland, siden 1994

## Eksterne kilder
Officielle lokale hjemmesider
- Storkommunens officielle hjemmeside Arkiveret 2. juni 2009 hos  Wayback Machine
- Turistkontoret Arkiveret 16. september 2007 hos  Wayback Machine
- Museet på slottet i Flers Arkiveret 19. august 2009 hos  Wayback Machine

Kort
- Nationale geografiske institut Arkiveret 5. juni 2012 hos  hos Archive.is
- Kommuner nær Flers (Webside ikke længere tilgængelig)
- Flers på Mapquest Arkiveret 18. februar 2008 hos  Wayback Machine
- Flers på Viamichelin Arkiveret 29. september 2007 hos  Wayback Machine